# FRB 121102
FRB 121102 est une source de sursauts radio rapides (Fast Radio Burst en anglais) récurrente.

## Découverte et identification de la source
La source FRB 121102 a été découverte par l'astrophysicienne américaine Laura Spitler en 2014, lors de l'analyse de données récoltées à l'observatoire d'Arecibo, où ces signaux avaient été captés dès novembre 2012.
La répétition des sursauts a permis en 2017, par interférométrie, d'identifier leur source (avec une incertitude angulaire d'un dixième de seconde d'arc) avec une radiosource continue très faible (0,18 millijansky), qui émet également dans le visible (magnitude 20). Cette source est située dans une galaxie naine située à 3 milliards d'années-lumière. Ce sont les premiers sursauts radio rapides que l'on ait pu associer à un objet visible,.

## Analyse des signaux et interprétation
Plus de 200 événements provenant de FRB 121102 ont été enregistrés entre fin 2012 et fin 2017. Leur émission est récurrente mais erratique, et les sursauts très brefs (entre 30 µs et 2 ms). En 2017, l'enregistrement et l'analyse de 16 bouffées d'ondes radio a montré que ces signaux étaient linéairement polarisés à presque 100 %, et affectés par une rotation Faraday variant de 1,46 à 1,33 × 105 rad/m2 en 7 mois. Une rotation Faraday aussi importante et aussi variable implique un champ magnétique extrêmement intense et variable, et un environnement dynamique et fortement ionisé. Les sursauts radio récurrents pourraient provenir d'une étoile à neutrons proche d'un trou noir massif ou entourée par un plérion ou une autre forme de rémanent de supernova.